# Andrea da Barberino
Andrea Mangiabotti, conegut pel seudónim Andrea da Barberino, pel seu lloc d'origen, (c. 1370, Barberino Val d'Elsa, Toscana - c. 1431, Florència, Toscana) fou un joglar, mestre de cant, escriptor i traductor d'Itàlia. Fou un dels qui va introduir i traduir les llegendes del cicle carolingi a la llengua italiana i al territori italià. A les seues adaptacions introduïa material inventat.
La seua família, els Mangiabotti, és de Barberino Val d'Elsa, així i tot no se sap si ell nasqué allí. Morí sense fills.
Les seues adaptacions són: 
- Guerrin Meschino, obra que tingué gran èxit. Se'n conserven 13 manuscrits i diverses edicions antigues, de les quals 11 incunables. Fou també traduït en els segles XVI-XVI al francès i a l'espanyol (edició moderna de Mario Cursietti, de 2005)
- Storia di Ugone dí Alvernia, versió en prosa a partir d'una cançó de gesta franco-italiana Huon d'Auvergne
- Storia di Aiolfo del Barbicone, adaptació de la cançó de gesta Aiol; la Storia està escrita en el tombant de segle i conservada en vuit manuscrits i tres edicions del segle XVI
- Discesa di Guerino all'Inferno (publicada el 1882)[6]
- I Reali di Francia, històries de la casa reial de França, a partir de matèria de cançons de gesta, recull la tradició de Beuve de Hantone. Escrita en el tombant de segle, es conserva en diversos manuscrits i molts impresos antics, dels quals dos incunables (edició moderna d'Aurelio Roncaglia de 1967)[2]
- L'Aspramonte, a partir de la cançó de gesta Aspremont; es cpnserva en dos manuscrits
- Storie Narbonesi, escrita vers 1410 i conservada en tres manuscrits. És una extensa compilació en vuit llibres on refon diverses cançons de gesta del cicle de Guillem; la primera part és una versió en prosa i en italià de Les Narbonnais.